# Dong Zhaozhi
Dong Zhaozhi (chiń. 董兆致; ur. 16 listopada 1973 w Kantonie) – chiński szermierz, florecista, dwukrotny wicemistrz olimpijski i dwukrotny medalista mistrzostw świata.
Na igrzyskach olimpijskich w Atlancie w 1996 roku zajął 9. miejsce w zawodach drużynowych i 38. w indywidualnych. Podczas rozgrywanych cztery lata później igrzysk olimpijskich w Sydney reprezentacja Chin w składzie: Dong Zhaozhi, Wang Haibin i Ye Chong wywalczyła srebrny medal w turnieju drużynowym. Na tej samej imprezie zajął 19. miejsce w zawodach indywidualnych. Brał również udział w igrzyskach olimpijskich w Atenach w 2004 roku wspólnie z Wangiem Haibinem, Wu Hanxiongiem i Ye Chongiem zdobył drużynowo kolejny srebrny medal. W zawodach indywidualnych zajął tym razem 22. miejsce.
Podczas mistrzostw świata w Atenach w 1994 roku razem z Ye Chongiem, Wangiem Haibinem i Wangiem Lihongiem wywalczył brązowy w zawodach drużynowych. W tej samej konkurencji zdobył również srebrny medal na mistrzostwach świata w Seulu w 1999 roku, gdzie startował wspólnie z Wangiem Haibinem, Ye Chongiem i Zhangiem Jie.
Wywalczył złoty medal indywidualnie i srebrny drużynowo na igrzyskach azjatyckich w Hiroszimie w 1994 roku. Podczas igrzysk azjatyckich w Bangkoku cztery lata później zwyciężył we florecie drużynowym, a w szpadzie drużynowej zdobył brązowy medal.